# Гильом II де Бо
Гильом II де Бо (фр. Guillaume II des Baux, ум. 1239) — принц-соправитель Оранский с 1218.
Сын Гильома I де Бо, принца Оранского, и Алисы Элуа. Основатель линии Бо-Оранж-Куртезон.
Был соправителем брата, Раймонда I, принца Оранского. Воевал против Раймонда Беренгера IV Прованского в союзе с жителями Марселя и своими кузенами Гуго III и Раймондом I де Мейраргом. В 1233 присоединился к мирному договору, закончившему гражданскую войну в Провансе.

## Семья
Жена: Прециоза N
Дети:
- Бертран II (ум. 1246), принц-соправитель Оранский с 1239
- Гильом III (ум. 1256/1257), принц-соправитель Оранский с 1246, сеньор де Куртезон. Жена: Гибурга де Мевуйон
- Раймонд II (ум. 1278/1279), принц-соправитель Оранский с 1256/1257, сеньор де Куртезон, де Сюз и де Солерье
  - Бертран III (ум. 1305), принц-соправитель Оранский, сеньор де Куртезон
  - Раймонд III (ум. ок. 1339), титулярный принц-соправитель Оранский с 1305 , сеньор де Сюз.